# Geopolitică
Geopolitica este o știință politică ce studiază impactul așezării și poziționării geografice a unui stat asupra politicii sale externe și interne, precum și impactul factorului spațial asupra politicii internaționale în ansamblu. Noțiunea de geopolitică a fost întrodusă în uz de politologul suedez Rudolf Kjellen în 1899, deși fundamentele noii științe au fost puse de geograful german Friedrich Ratzel cu doi ani înainte, în lucrarea Geografia politică. Mult timp geopolitica a fost considerată doar o doctrină politică sau drept un studiu interdisciplinar la intersecția dintre politică (stiința statală), geografie, sociologie și istorie. O definiție a geopoliticii în acest sens ar fi: „O doctrină care, în explicarea fenomenelor politice și sociale, atribuie un rol primordial factorilor geografici și demografici, interpretați în mod denaturat, în spiritul teoriei expansioniste și rasiste a "spațiului vital" (MDN-2007). O argumentare pentru îndreptățirea definiției citate, ar fi politica Germaniei național-socialiste (naziste) sub Hitler unde doctrina „spațiului vital” a servit justificării politicii agresive național-socialiste, ceea cea a dus până la urmă la prăbușirea țării. După al Doilea Război Mondial, datorită internaționalizării multor teme (resurse, poluare, spațiu cosmic), geopolitica a devenit totuși un element luat în considerație în relațiile interstatale. Subiectele de geopolitică includ raporturile dintre interesele diverșilor actori internaționali, care gravitează în jurul unui element, spațiu, areal geografic sau în jurul unui traseu, ansamblul raporturilor alcătuind sistemul geopolitic. 

## Definirea geopoliticii
Autorul termenului și unul din fondatorii disciplinei, Rudolf Kjellen, definea geopolitica drept „știința care se ocupă de studiul pătrunderii organizării politice în teritoriu și de studiul mediului politic al poporului” .  Militarul-geograf Karl Haushofer, conducătorul recunoscut al școlii geopolitice germane și colaboratorii săi aduc completări definiției lui Kjellen, acordându-i semnificații doctrinar-ideologice. Astfel, geopolitica devine „știința care se ocupă de analiza statului din punct de vedere al instinctului lui de expansiune, izvorât dintr-un complex de temeiuri mai ales geografic”, iar dintr-un alt unghi, Haushofer, caracterizează geopolitica drept „știința despre formele de viață politice în spațiile de viață naturale, ce se străduiește să înțeleagă dependența lor geografică și condiționarea lor de-a lungul mișcării istorice”.
Geograful Ion Conea, teoretician al geopoliticii românești, susține că geopolitica este o știință în devenire, „știința zilei”, care își propune să studieze „modelul politic planetar” adică „jocul politic dintre state”. Astfel, geopolitica reprezintă „expresia politică a unui ansamblu de elemente geografice care converg în ea” .
Anton Golopenția vine cu 3 semnificații a termenului de geopolitică: teorie și cercetare a condițiilor geografice ale statului; informare politică externă; mit politic, obiectiv specific al politicii justificative și revendicative germane. 
Golopenția susține că 	„Geopolitica este informativă, urmărește lămurirea faptelor în individualitatea lor…, a întâmplărilor și împrejurărilor actuale dintr-o anume țară … . Obiectul ei de studiu îl constituie potențialul statelor”.
Michel Foucher, geopoliticianul frontierei, consideră geopolitica „o metodă globală de analiză a unor situații socio-politice concrete privite după modul în care sunt localizate și după reprezentările obișnuite pe care le descriu”. Christian Daudel, unul dintre teoreticienii de marcă ai noului val al geopoliticii franceze, consideră geopolitica un sistem de cunoștințe ce-și propune să realizeze „o nouă sinteză a istoriei, a spațiului teritorial, a resurselor morale și fizice ale unei comunități, care se situează astfel în ierarhia puterilor, în locul asigurat de meritele sale”. Geopolitica se construiește deschizându-se, înainte de toate, problematicilor contemporane și de amploare mondială: cele având legături cu politica statelor și cu influențele reciproce, cu dreptul internațional, cu relațiile diplomatice, cu securitatea și apărarea, cu raporturile de putere în lume. Este vorba, de asemenea, de studiul acțiunii diferitelor organisme internaționale, urmărindu-se ceea ce s-ar putea numi regulile jocului, aplicate la spațiu, în aspectele lor cantitative și calitative: jurisdicția internațională, modalitățile de trecere și de circulație în lume, reglementări diverse, eventual de opinii, atitudini și comportări.
Englezul Peter J. Taylor și americanul P. O`Sullivan susțin că geopolitica își conturează un nou sens, acela de a desemna locul și rolul pe care controlul asupra anumitor zone geografice îl are în constituirea balanțelor de putere regionale sau globale. Peter J. Taylor, pornind de la „realismul politic dur”, definește geopolitica, ca o disciplină care trebuie să „studieze rivalitatea dintre două mari puteri”, în sensul exercitării „dominației statelor puternice asupra statelor slabe” . În același sens, P. O`Sullivan, vede geopolitica ca o „geografie a relațiilor între deținătorii de putere, fie că aceștia sunt șefi de state, fie că sunt organizații internaționale” .
Saul B. Cohen, definește geopolitica ca „studiul relației dintre politica internațională de putere și caracteristicile corespondente ale geografiei” (1973). Colin S. Gray, în 1977, definește geopolitica ca „interpretarea politică a unei realități geografice globale”. În 1996 Martin Ira Glassner, în lucrarea Political Geography, ediția a doua, definea geopolitica ca fiind „știința ce studiază statul în contextul fenomenului spațial global, în încercarea de a înțelege atât bazele puterii statului, cât și natura interacțiunilor dintre state”. 

### În dicționare
1. Logman Dictionary of English Language and Culture (1991) definește geopolitica ca fiind „studiul efectului poziției unei țări, a populației sale asupra politicii”.
2. Webster`s Third New Dictionary (1993) prezintă geopolitica ca „studiul influenței factorilor fizici ca geografia, economia, demografia asupra politicii statului și în special asupra politicii externe”.
3. Noua Enciclopedie Britanică (1993) definește geopolitica ca „analiza influențelor geografice asupra relațiilor de putere în politica internațională”.
4. Dicționarul B.B.C englez-român, publicat la Editura Coressi în 1997, interpretează geopolitica ca „studiul politicii pe scară mondială și în special cum afectează ea relațiile dintre țări”.
5. În dicționarele franceze, precum Dictionnaire encyclopedique de la lanque francaise (1995) geopolitica are ca obiect de studiu „studiul influenței factorilor geografici asupra politicii internaționale”, în dicționarul La petit Larousse (1995), geopolitica este „știința care studiază raportul între geografia statelor și politica acestora”.
6. În Dictionnaire de Géopolitique (1993), a lui Yves Lacoste, geopolitica să fie considerată ca „un alt mod de a vedea lumea și complexitatea conflictelor sale”[10]. Tot el consideră că geopolitica este o abordare rațională a unui ansamblu de reprezentări obiective care exprimă rivalitatea dintre variate tipuri de forțe care se exercită pe teritorii determinate.

## Subiect de studiu
Obiectul principal al studierii geopoliticii este structura geopolitică a lumii, reprezentată de o varietate de modele teritoriale. Studiul mecanismelor și a formelor de control asupra teritoriului este una dintre sarcinile principale ale geopoliticilor. Miezul istoric al geopoliticii este geografia, care se concentrează asupra studierii relațiilor directe și inverse dintre proprietățile teritoriului și echilibrul (rivalitatea sau cooperarea) forțelor mondiale. Miezul metodologic al geopoliticului este "modelarea" la nivel planetar, deși în cadrul acestei discipline științifice există secțiuni regionale și locale, de exemplu studiul granițelor, problemele teritoriilor disputate, conflictele interstatale etc. Cu toate acestea, problemele regionale și locale pot fi investigate cu succes numai în contextul acestui nucleu metodologic, și anume de la general la cel special.